# جيمس فرنسيس ماكميلان
جيمس فرنسيس ماكميلان (بالإنجليزية: James Francis McMillan)‏ هو مدرس بريطاني، ولد في 10 أبريل 1948، وتوفي في 22 فبراير 2010.